# 茲納姆揚卡 (普里盧基區)
50°36′38″N 32°0′26″E / 50.61056°N 32.00722°E

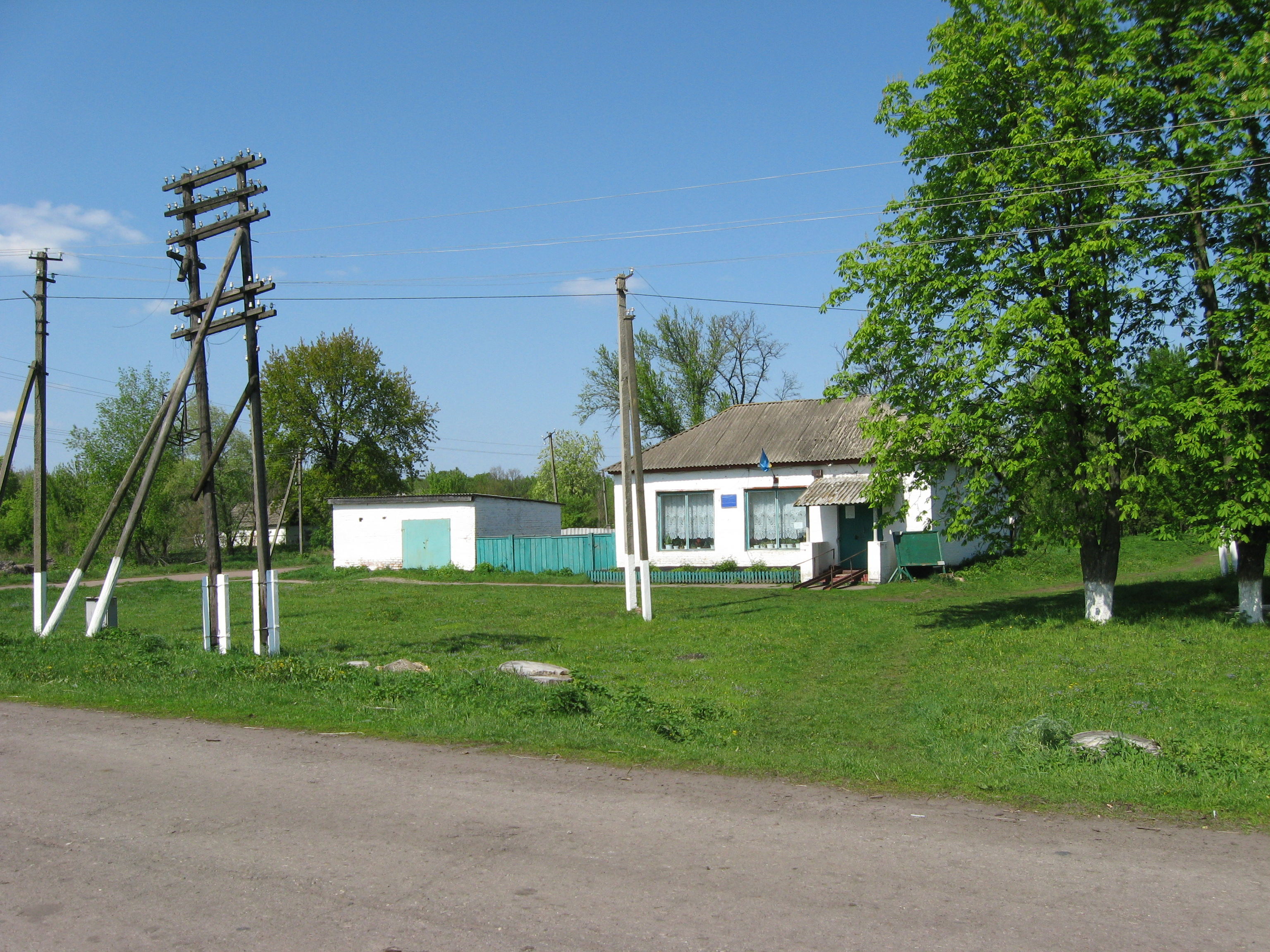
原村拉达所处的房屋

茲納姆揚卡（烏克蘭語：Знам'янка），是烏克蘭北部切爾尼戈夫州普里盧基區苏霍波洛瓦市镇的村落。始建於1715年，面積2.8平方公里，海拔高度127米，2001年人口476，人口密度每平方公里170.1人。